# Amara chaudoiri
Amara chaudoiri (лат.) — вид жуков-тускляков из семейства жужелиц подсемейства харпалин. Длина тела 8-10 мм. Верхняя сторона тела синеватая или черновато-синяя, ноги ржаво-рыжие. Передние голени с широкой трехзубчатой шпорой. Обитает в Европе, Турции, на Кавказе и в Закавказье, Казахстане, Средней Азии, Сибири. Чаще всего встречается на участках с луговой и степной растительностью, а также на посевах злаковых и на пастбищах. Кормится в основном растительной пищей (в частности, семенами тимофеевки).